# Pierre Krier
Pierre Krier (Ciutat de Luxemburg, 5 de març de 1885 - Ciutat de Luxemburg, 20 de gener de 1947) fou un polític luxemburguès.
Va formar part del gabinet Dupong-Krier establert el 5 de novembre de 1937 on va ocupar el càrrec de ministri de Treball i Seguretat Social, pel Partit Socialista dels Treballadors (LSAP) fins al 10 de maig de 1940. Va continuar amb el mateix càrrec entre 1940 i 1944, al govern a l'exili a Londres, després de la invasió de Luxemburg per l'Alemanya nazi i dirigit pel primer ministre Pierre Dupong. Y finalment durant els govern d'Alliberament (1944-1947) i el Govern de la Unió Nacional (1945).